# HMS B3
HMS B3 – brytyjski okręt podwodny typu B. Zbudowany w latach 1904–1905 w Vickers, Barrow-in-Furness, gdzie okręt został wodowany 31 października 1905 roku. Rozpoczął służbę w Royal Navy 19 stycznia 1906 roku.
W 1914 roku B3 stacjonował w Devonport przydzielony do Dziesiątej Flotylli Okrętów Podwodnych (10th Submarine Flotilla) pod dowództwem Lt. Roberta F. Chisholma.
W 1916 roku był w składzie 1 Flotylli Okrętów Podwodnych stacjonującej w Firth of Forth, pod dowództwem Lt. Colina Mayersa. 
20 grudnia 1919 roku okręt został sprzedany firmie J. Jackson.